# 황소개구리
황소개구리(영어: American bullfrog, 학명: Lithobates catesbeianus)는 원래 북아메리카 일부지역에만 서식하였던 개구리속의 일종이다. 수생생활을 위주로 하는 종이며, 날씨가 습해지면 활동범위가 넓어질 수 있다. 몸길이 20cm에다 750g이 나가 개구리 중에서는 상당히 큰 편이며, 암컷이 수컷보다 더 크다.

## 대한민국
이들의 크기와 왕성한 번식력과 식성은 도입된 지역의 생태계를 교란시키고 있다. 현재 대한민국에서는 생태계 교란 야생생물로 지정되었다.

## 특징

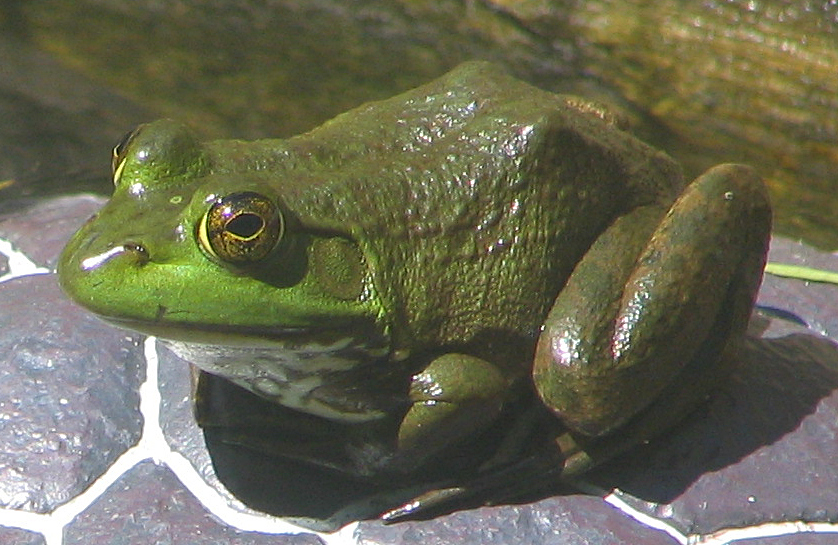
황소개구리

몸길이 15~20cm에 이르는 대형 개구리로 머리 부분이 넓고 평평하다.
몸빛은 환경에 따라 차이가 있지만 일반적으로 수컷은 암녹색이고 희미한 흑갈색 무늬가 많으며 암컷은 갈색 바탕에 흑갈색 무늬가 많다. 배는 흰색이고 수컷의 배쪽 목부분은 담황색이다. 눈 뒤에 고막이 있으며 수컷의 고막은 암컷보다 크다.
목에 큰 울음주머니가 있어 밤에 황소 울음 같은 소리를 낸다. 뒷다리는 길고 튼튼하여 도약력이 뛰어나며 한번에 5m 이상을 뛰는 것도 있다. 연못이나 웅덩이에서 살며 거의 물가를 벗어나지 않지만 비오는 밤에는 멀리까지 이동한다. 뒷다리의 물갈퀴가 발달하여 헤엄을 잘 친다.
알덩이는 커서 10000(1만) ~ 20000(2만)개의 알이 들어 있으며 올챙이로 월동하여 12cm 이상 크게 자란다. 먹이는 곤충, 물고기, 작은 개구리, 뱀, 가재, 조개류, 들쥐 등을 먹는다.

## 분포

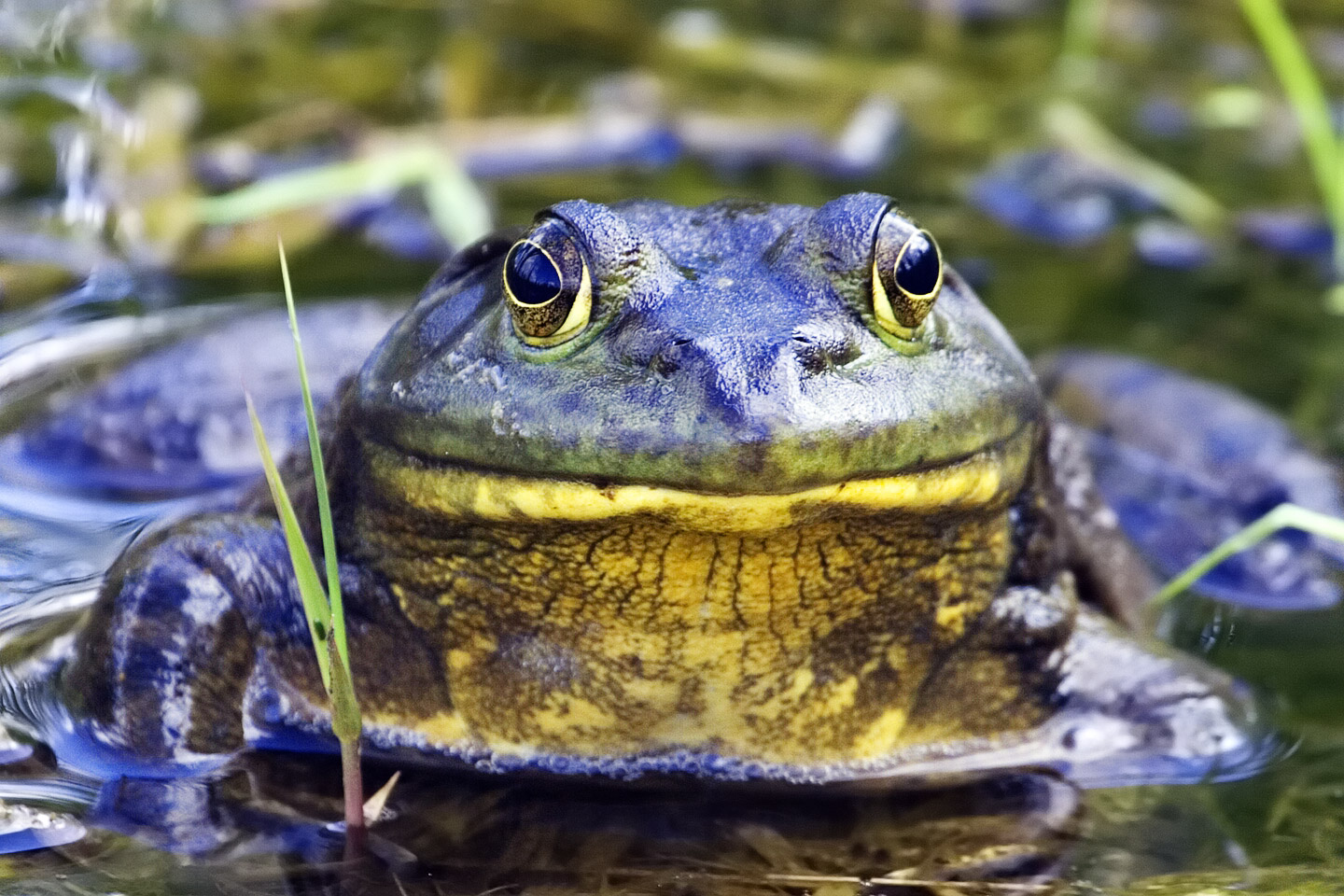

황소개구리의 원산지는 미국과 캐나다 동부이다. 그 범위는 대서양 연안에서 오클라호마와 캔자스와 같은 서쪽에 이른다. 그것은 낸터킷 섬, 애리조나, 유타, 콜로라도, 네브래스카, 네바다, 캘리포니아, 오리건, 워싱턴과 하와이의 다른 지역으로 도입되었다.

## 성장과 발육

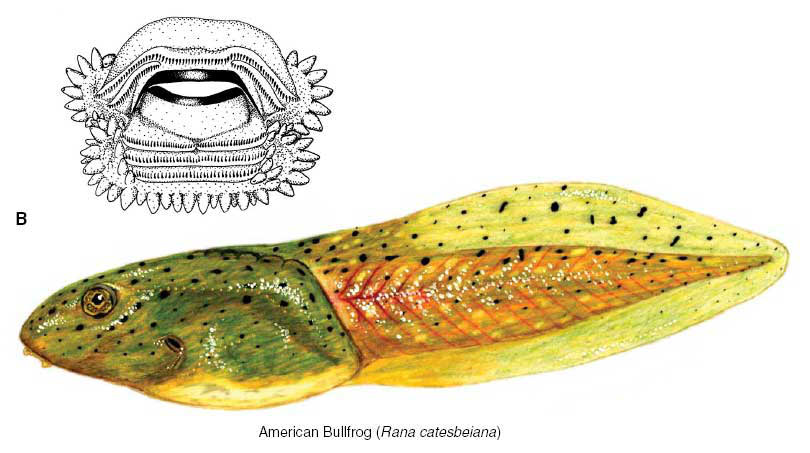

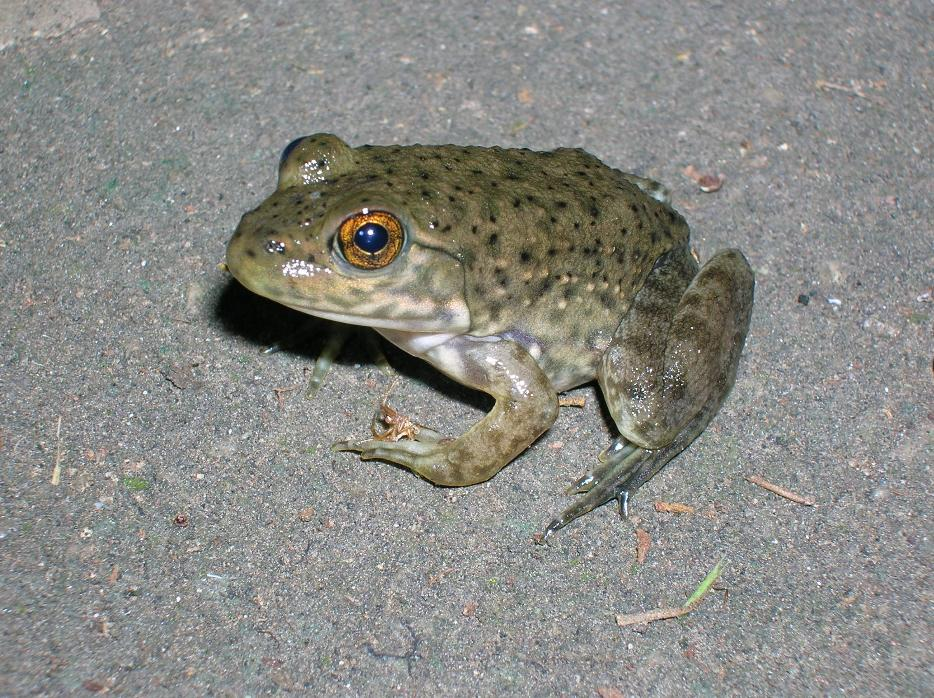

알 수정은 수온이 24~30 °C 사이에 가장 활발하게 일어나고 3~5일후에 부화한다. 수온이 32 °C를 넘으면 이상 발육이 일어나고, 수온이 15 °C 이하로 내려가면 정상적인 발육이 정지된다. 갓 태어난 올챙이는 미세한 자갈 아래에 있는 얕은 물에 산다.

## 먹이
황소개구리는 목구멍을 압도하고 채울수 있는 작은 동물을 잡아먹는 육식 동물이다. 황소개구리의 먹이에는 설치류, 작은 파충류, 양서류, 가재, 새 및 박쥐 뿐만 아니라 곤충과 같은 많은 무척추동물이 포함되어 있는 것으로 밝혀졌으며 이것은 개구리의 흔한 먹이이다.

## 황소개구리가 환경에 미치는 영향
넓적다리 살이 연하고 부드러워 식용으로서 각국에서 수입하여 번식시켰다. 대한민국도 1970년 식용으로 수입하였는데, 야생에서 많이 번식하게 되어 천적이 없는 상태로 생태계 파괴의 주범으로 변모하였다. 황소개구리는 곤충·달팽이·물고기·개구리 심지어 뱀까지 잡아먹기 때문에 한국 토종동물의 서식 밀도를 감소시켜 정책적으로 황소개구리 퇴치 운동을 벌이기도 했다. 현재는 북아메리카 전역을 비롯하여 전 세계에 퍼져 있다.
황소개구리로 인한 생태계 파괴를 막기 위해 가물치나 메기 등을 통해 개체수를 줄이려는 노력이 시도되고 있다.
그러나 지금은 황새, 백로, 왜가리, 물총새, 붉은배새매, 개구리매, 올빼미, 수리부엉이, 해오라기와 같은 새들이 황소개구리를 잡아먹어서 그 수가 그렇게 늘고 있지는 않다.

## 천적
황소개구리는 토종 물고기, 토종 올챙이, 토종 개구리, 뱀 등을 잡아먹어서 피해를 준다. 그러나 황소개구리에게도 천적이 있는데 주 천적으로는 너구리, 족제비, 수리부엉이, 물장군, 큰노랑테먼지벌레, 수달, 왜가리, 황새, 백로, 개구리매, 해오라기, 올빼미, 가물치, 메기, 물총새, 붉은배새매, 유혈목이 등이 있다. 물론 사람도 황소개구리의 천적이다.

## 사진

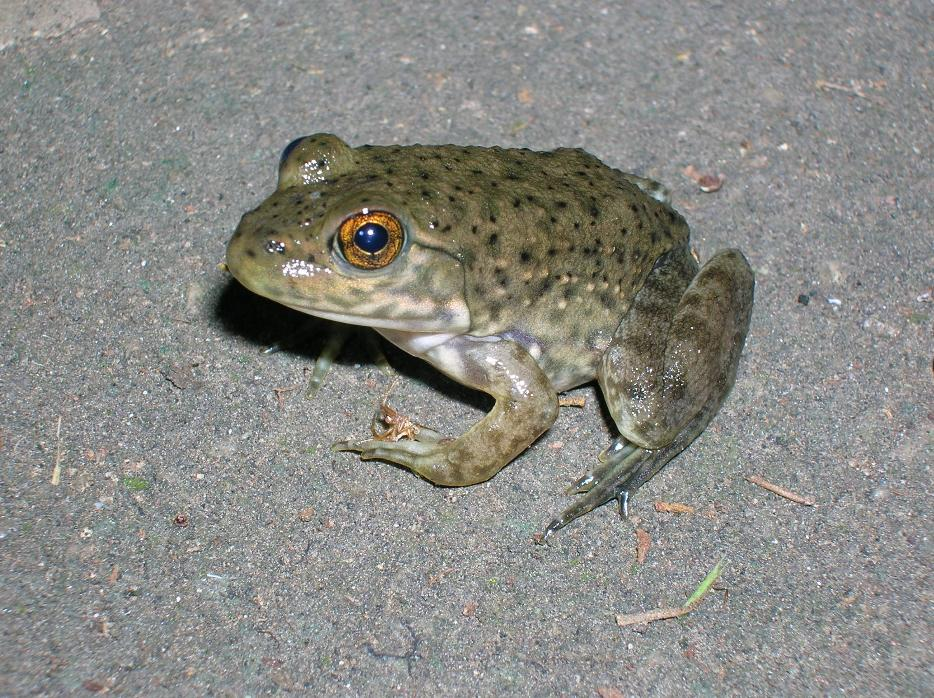
황소개구리
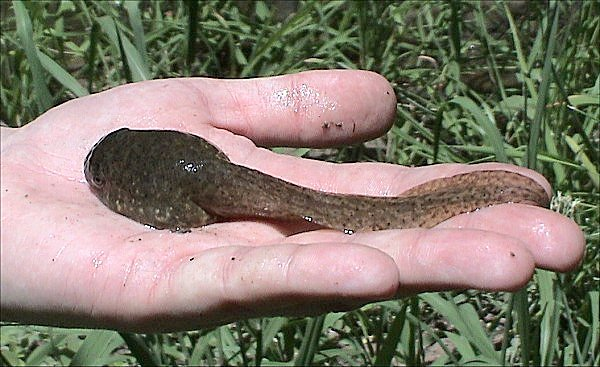
황소개구리의 올챙이